# Barbaira
 Barbaira  es una población y comuna francesa, en la región administrativa de Occitania (antigua Languedoc-Rosellón), departamento de Aude, en el distrito de Carcasona y cantón de Capendu.

## Demografía
| 510 | 512 | 503 | 473 | 474 | 523 |
| Para los censos de 1962 a 1999 la población legal corresponde a la población sin duplicidades (Fuente: INSEE [Consultar]) |     |     |     |     |     |